# デヴィッド・ニュージェント
デイヴィッド・ジェームズ・ニュージェント（David James Nugent, 1985年5月2日 - ）は、イングランド・マージーサイド州ノウズリー区ハイトン出身のサッカー選手。ポジションはFW（センターフォワード）。

## クラブ歴
はじめリヴァプールFCの下部組織でプレーしていたが、15歳の時に退団。その後ベリーFCの下部組織に入団し、2002年にクラブと最初のプロ契約を結んだ。3月のポート・ヴェイルFC戦で、16歳でプロデビューを果たした。
2005年1月、移籍金10万ポンドでプレストン・ノースエンドFCに加入
2007年7月、チームメイトのジョン・ウタカと共にポーツマスFCに移籍。ポーツマスとの契約終了後、2011年7月にレスター・シティFCに加入した 。
2015年8月、移籍金200万ポンドでミドルズブラFCに加入。クラブのプレミアリーグ昇格を助けたが、翌2016-17シーズンはポジションを失った。2017年1月、移籍金250万ポンドでダービー・カウンティFCに加入。
2019年7月、古巣プレストン・ノースエンドにフリーで加入。約12年ぶりの復帰を果たした。2021年2月1日、リーグ2のトレンメア・ローヴァーズFCへシーズン終了まで期限付き移籍となる。

## 代表歴
U-21イングランド代表としてプレーした後、2007年3月のEURO2008予選・アンドラ戦でフル代表デビュー。代表戦出場はこれが最初で最後になった。

## タイトル
クラブ
ポーツマス
- FAカップ : 2008

レスター
- EFLチャンピオンシップ : 2013-2014

個人
- フットボールリーグ年間最優秀若手選手賞 : 2005-06
- レスター・シティFC年間最優秀ゴール : 2014-15 対リヴァプールFC戦（2015年1月1日）